# Kotaneč
Kotaneč (německy Kotantschen, Gotantschen) je malá vesnice, část města Manětín v severní části okresu Plzeň-sever v Plzeňském kraji. Katastrální území Kotaneč měří 351,89 hektarů.

## Historie
První písemná zmínka o vesnici pochází z roku 1338.

## Přírodní poměry
Kotaneč leží v otevřené krajině, na terase v nadmořské výšce 500 metrů nad kaňonovitým údolím řeky Střely, pět kilometrů severovýchodně od Manětína. Ves leží na západním okraji přírodního parku Horní Střela. Na severu sousedí s Rabštejnem nad Střelou, na jihu s Vysočany, na jihozápadě s Hrádkem a na severozápadě se Stvolny. Severovýchodně od Kotaneče se nachází přírodní rezervace Střela.

## Obyvatelstvo
Při sčítání lidu v roce 1921 zde žilo 120 obyvatel (z toho 57 mužů), z nichž bylo devět Čechoslováků a 111 Němců. Kromě tří členů církve československé byli římskými katolíky. Podle sčítání lidu z roku 1930 měla vesnice 117 obyvatel: dvanáct Čechoslováků a 105 Němců. Většina se hlásila k římskokatolické církvi, ale čtyři lidé byli příslušníky církve československé.
| Rok            | 1869 | 1880 | 1890 | 1900 | 1910 | 1921 | 1930 | 1950 | 1961 | 1970 | 1980 | 1991 | 2001 | 2011 | 2021 |
| -------------- | ---- | ---- | ---- | ---- | ---- | ---- | ---- | ---- | ---- | ---- | ---- | ---- | ---- | ---- | ---- |
| Počet obyvatel | 108  | 109  | 108  | 101  | 115  | 120  | 117  | 42   | 24   | 18   | 15   | 7    | 11   | 9    | 5    |
| Počet domů     | 19   | 21   | 23   | 22   | 22   | 22   | 23   | 20   | 20   | 6    | 5    | 7    | 8    | 9    | 7    |

## Obecní správa
Při sčítání lidu v roce 1869 Kotaneč byl osadou obce Vysočany v okrese Kralovice. V letech 1880–1950 byl samostatnou obcí, se kterým patřil nejprve do okresu Kralovice, ale v roce 1950 v okrese Plasy. V letech 1961–1980 byl částí města Rabštejn nad Střelou v okrese Plzeň-sever. Od 1. července 1980 je částí města Manětín v okrese Plzeň-sever.

## Pamětihodnosti
Severovýchodně od vesnice se na ostrožně nad soutokem Střely a bezejmenného potoka v pravěku nacházelo výšinné sídliště a v pozdní době bronzové nejspíše i opevněné hradiště Kotaneč. Místo bylo osídleno také ve vrcholném středověku ve třináctém až čtrnáctém století.

## Galerie

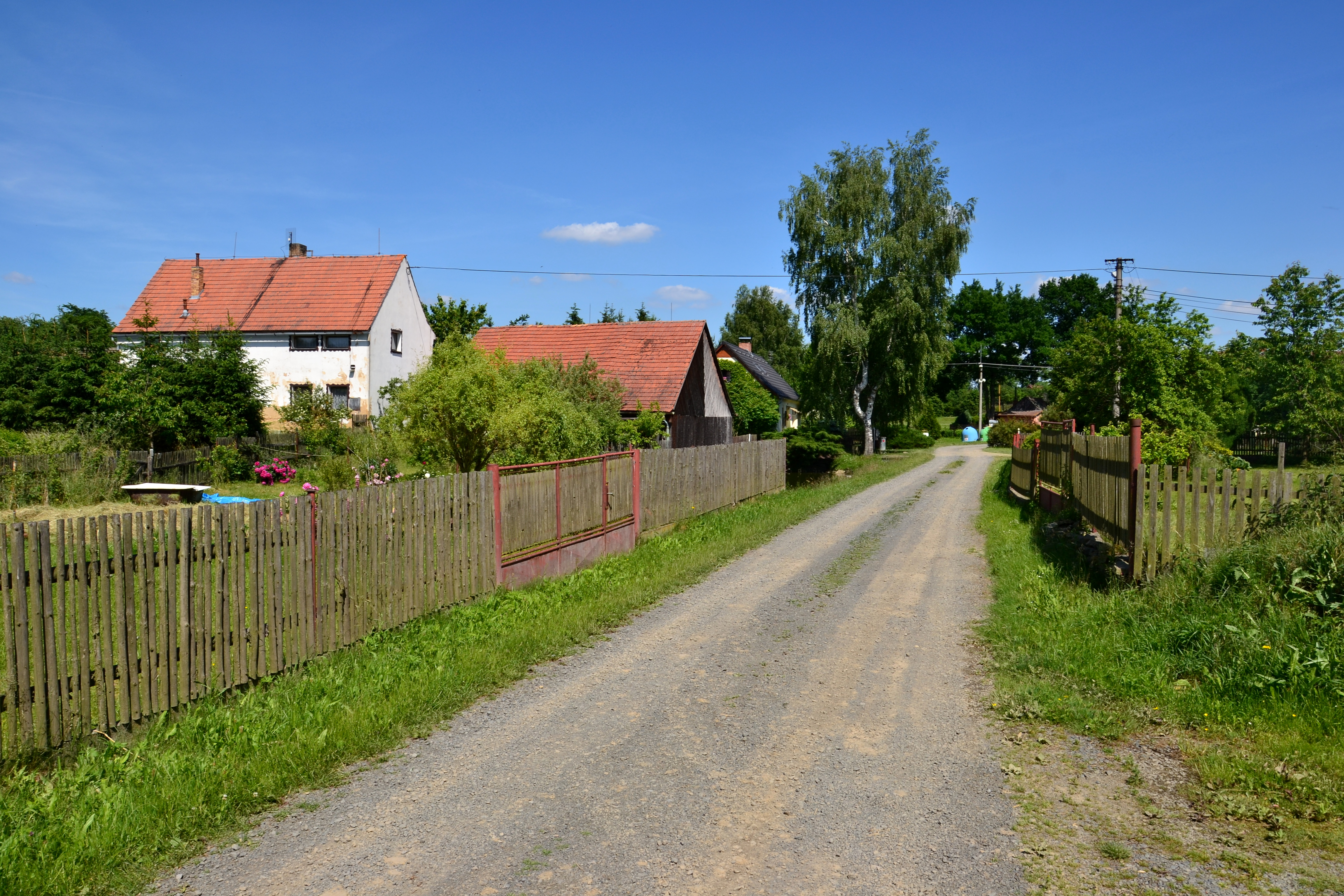
Vjezd do vesnice
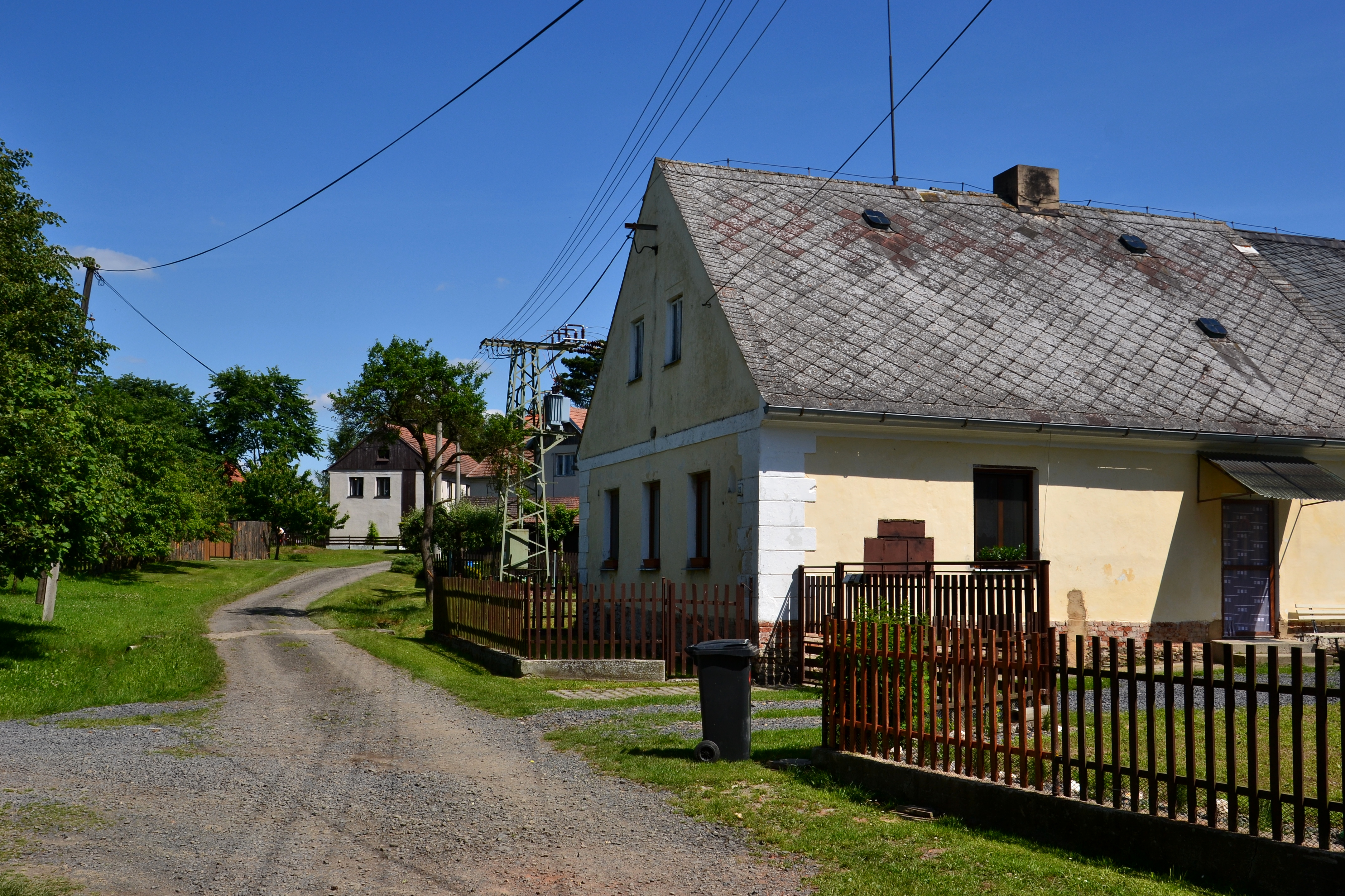
Východní část vesnice
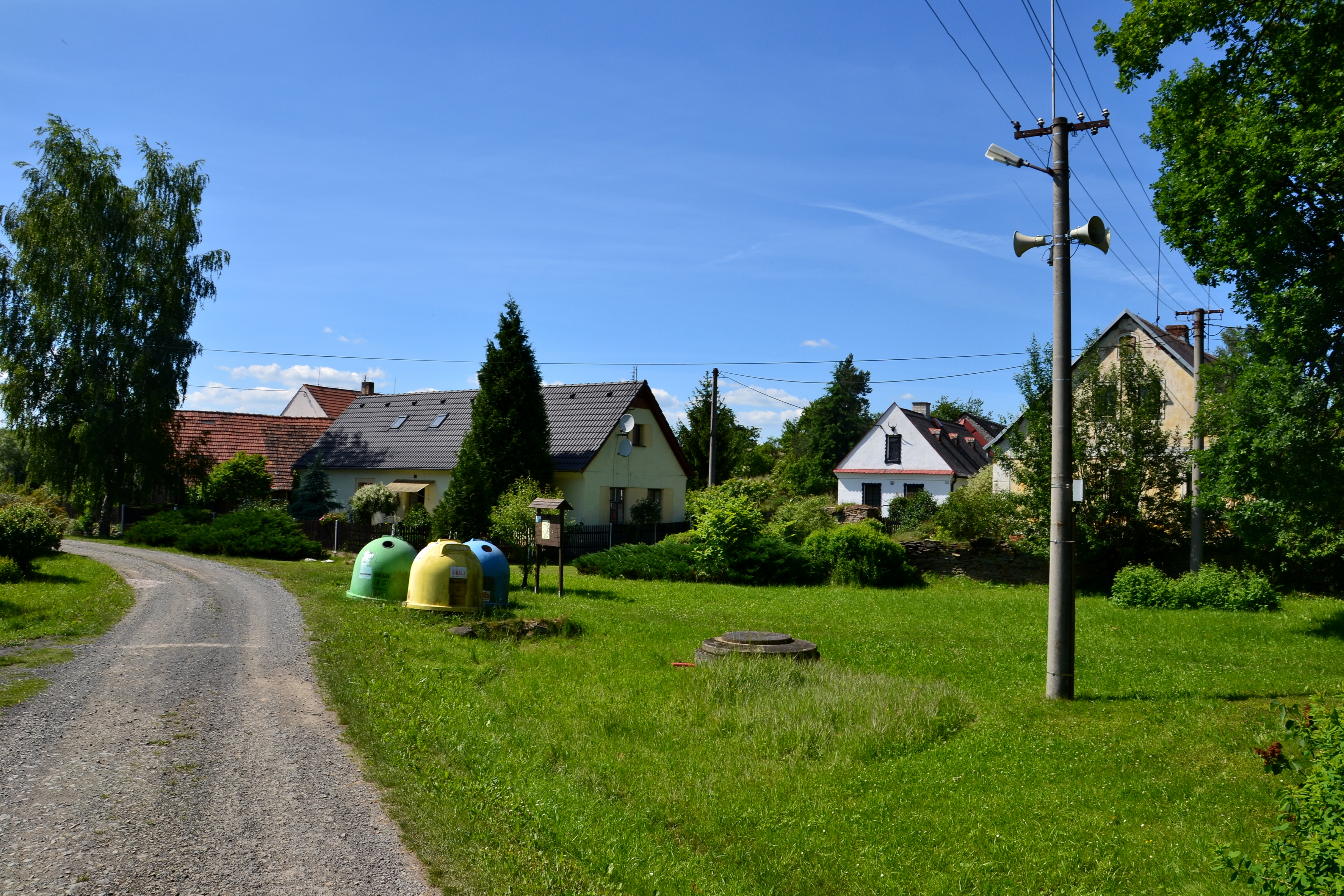
Náves